# Marcos Paulo (footballer)
Marcos Paulo Costa do Nascimento (sinh ngày 1 tháng 2 năm 2001), thường được gọi là Marcos Paulo, là một cầu thủ bóng đá người Bồ Đào Nha gốc Brazil, anh đang chơi ở vị trí tiền đạo cho câu lạc bộ đang chơi ở giải Campeonato Brasileiro Série A Fluminense FC và U19 Bồ Đào Nha.